# Ministerstwo Środowiska Republiki Słowackiej
Ministerstwo Środowiska (słow. Ministerstvo životného prostredia, MZP) – słowackie ministerstwo ds. ochrony środowiska.
Siedziba ministerstwa znajduje się w Bratysławie w Pałacu Lanfranconiego, przy placu námestie Ľudovíta Štúra 1.

## Struktura organizacyjna
Ministerstwo nadzoruje następujące obszary administracji i gospodarki: ochrona przyrody i krajobrazu, gospodarka odpadami, ochrona zasobów wodnych oraz jakość wód powierzchniowych i podziemnych, rybactwo i leśnictwo na obszarze parków narodowych, ocena oddziaływania inwestycji na środowisko, ochrona powietrza, prace geologiczne, organizmy zmodyfikowany genetycznie, polityka środowiskowa państwa, jednolity system monitoringu środowiska i terenu.
W ministerstwie w 2020 oprócz departamentów administracyjnych funkcjonowały sekcje merytoryczne do spraw:
- polityki środowiskowej, w tym spraw międzynarodowych
- zmian klimatu i ochrony powietrza
- ochrony wód
- geologii i zasobów naturalnych
- programów i projektów środowiskowych
- ochrony przyrody, różnorodności biologicznej i krajobrazu
- oceny stanu środowiska i gospodarki odpadami.

Ministerstwu podlegają następujące instytucje:
- Słowacka Agencja Środowiska (Slovenská agentúra životného prostredia)
- Państwowy Instytut Geologiczny im. Dionýza Štúra (Štátny geologický ústav Dionýza Štúra)
- Instytut Badawczy Gospodarki Wodnej (Výskumný ústav vodného hospodárstva)
- Słowacki Instytut Hydrometeorologiczny (Slovenský hydrometeorologický ústav)
- Państwowa Ochrona Przyrody Republiki Słowackiej (Štátna ochrana prírody Slovenskej republiky)
- Słowackie Muzeum Ochrony Przyrody oraz Speleologii (Slovenské múzeum ochrany prírody a jaskyniarstva)
- Słowackie Muzeum Górnicze (Slovenské banské múzeum)
- Narodowy Ogród Zoologiczny Bojnice (Národná zoologická záhrada Bojnice)
- Słowacka Inspekcja Środowiska (Slovenská inšpekcia životného prostredia)
- Fundusz Ochrony Środowiska (Environmentálny fond)
- Słowackie Przedsiębiorstwo Gospodarki Wodnej (Slovenský vodohospodársky podnik)
- Przedsiębiorstwo Wodociągów (Vodohospodárska výstavba)
- Moldavský recyklačný podnik

## Historia
Centralny słowacki urząd ochrony środowiska powołano 30 marca 1990 pod nazwą Slovenská komisia pre životné prostredie. W jego kompetencjach wówczas znalazła się ochrona przyrody, ochrona i nadzór nad racjonalnym korzystaniem z wód, ochrona powietrza, planowanie przestrzenne i gospodarka odpadami. Urząd przemianowano w 1992, nadając nazwę Ministerstvo životného prostredia Slovenskej republiky. Wtedy w jego kompetencjach znalazł się nadzór geologiczny, gdyż przejęło ono zadania centralnych urzędów górniczego i geologicznego. W 2010 połączono je z ministerstwami rolnictwa i rozwoju regionalnego (Ministerstvo pôdohospodárstva, životného prostredia a regionálneho rozvoja Slovenskej republiky), ale jeszcze w tym samym roku je reaktywowano, w związku z tym początek swojej współczesnej osobowości ministerstwo datuje na 2 listopada 2010.